# Neutralisation de la culpabilité

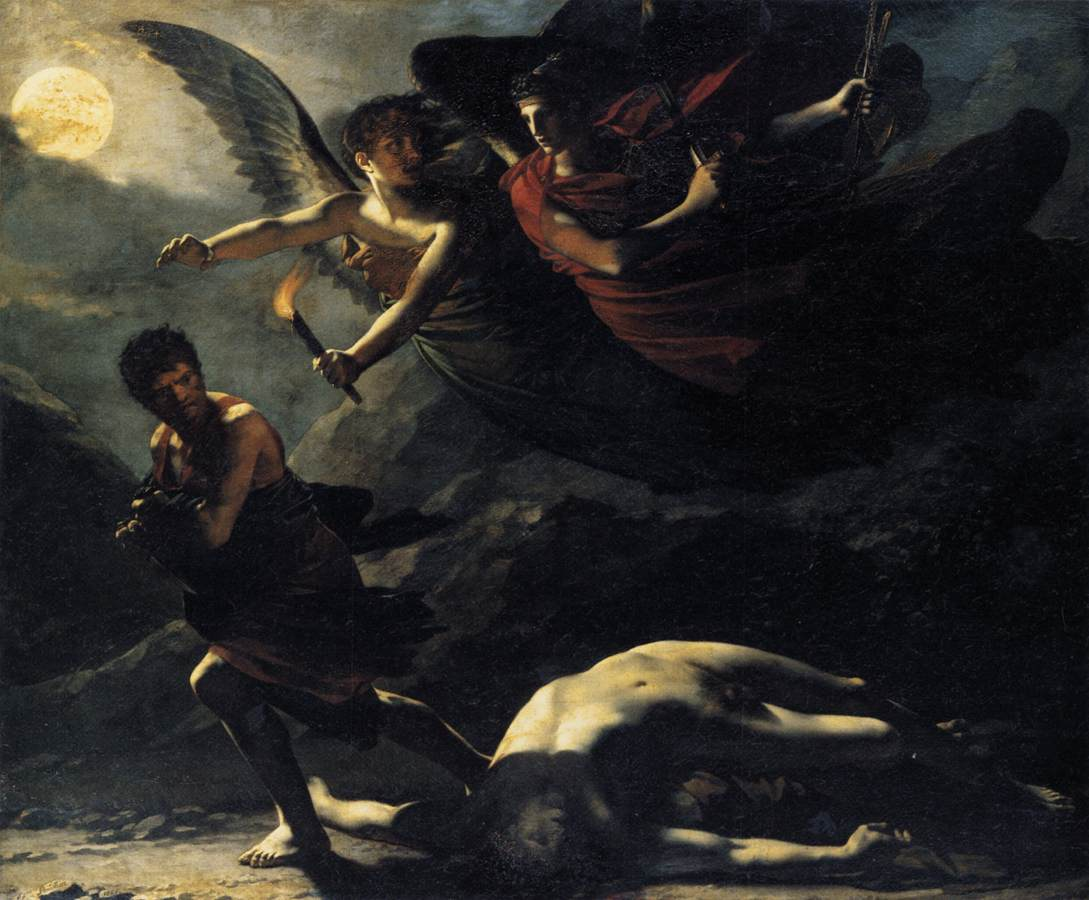
La Justice et la Vengeance Divine poursuivant le Crime par Pierre-Paul Prud'hon

La « neutralisation de la culpabilité » (et les « processus de neutralisation » qu'elle mobilise, parfois aussi dénommés processus de « rationalisation ») est une série de mécanismes cognitifs de « désengagement moral » par lesquels des individus ou des groupes (informels, familiaux, associatifs, politiques, religieux, commerciaux, industriels, militaires ou paramilitaires, mafieux…) s'autorisent des actes illégitimes à criminels, en « neutralisant », au moins temporairement, tout ou partie des valeurs morales qui en eux-mêmes leur interdisaient antérieurement, ou leur interdiraient normalement, d'accomplir de tels actes.
Ces techniques créent un discours intérieur et/ou verbalisé. Ce discours aide l'individu (ou le groupe) à dissiper, totalement ou partiellement, à ses yeux, une responsabilité pour un comportement déviant, afin qu'il éprouve moins de culpabilité (« Je ne suis pas à blâmer »…) . Ces comportements visent  à éviter d'avoir à rendre des comptes (accountability en anglais) embarrassants ou accablants pour l'individu ; et pour cela à éviter l'auto-acceptation de la culpabilité (de la part du coupable).
En termes plus simples, il s'agit de mécanismes psychologiques, plus ou moins conscients, permettant à des individus d'auto-justifier (« rationaliser») des actes répréhensibles. Cette neutralisation permet d' « éteindre »  nos « protestations intérieures », morales ou éthiques, quand on fait, ou qu'on est sur le point point de faire quelque chose que l'on perçoit  comme « mal ». Encore plus simplement, Maruna et Copes (2005) définissent la neutralisation comme « des justifications et des excuses à un comportement déviant ». Le délinquant  « neutralise » sa culpabilité de deux grandes manières : en niant ses comportements déviants, et/ou en niant sa responsabilité. Deux principaux types de neutralisations pour un comportement déviant sont nier la déviance de ce comportement déviant (« Ce n'est pas déviant ») et nier sa responsabilité (« Je n'en suis pas responsable »).

## Histoire du concept, de ses définition et du vocabulaire associé

### Apparition du paradigme de neutralisation
Selon Curasi en 2013, le paradigme de neutralisation (« Neutralization theory » pour les anglophones) a émergé dans la recherche sur la criminologie et la sociologie de la déviance, notamment à partir des premières tentatives de compréhension des motivations de la « criminalité en col blanc » par exemple par Edwin H. Sutherland en 1941, qui découvre qu'un processus d'auto-discussion intérieure, consciente, vise à « rationaliser » des arguments justificatif de l'acte délictueux ; c'est le principal moyen mis en avant par les délinquants tentant de justifier leurs actes. Ils semblent s'auto-persuader que « leur » crime est acceptable, voire qu'il sera (ou était) « juste ». Cressey (1953) montre que des malfaiteurs en col blanc rationalisent ainsi  leurs actes illégaux via  «vocabulaire d'ajustement» (ex : ils n'ont pas volé ; ils n'ont fait « qu'emprunter de l'argent»), ce qui leur permet de « minimiser le conflit apparent entre leur comportement et les lois et normes en vigueur ».
Ce paradigme semble avoir été pour la première fois dénommé « Neutralization theory »  en 1957 par deux sociologues : Sykes et Matza. Ces derniers cherchaient à théoriser l'étiologie (l'origine) de la délinquance et de la criminalité juvéniles. 
Ces auteurs ont alors proposé de parler de « neutralisation » pour désigner la justification donnée avant l'acte (arguments « ex ante »), et de parler de «rationalisation» pour décrire les justifications données après l'acte délictueux (arguments « ex post ») . Mais finalement, avec le temps, les deux mots seront indifféremment utilisés,. Selon Sykes et Matza (p 666 et suivantes), chez le jeune, les normes sociales et légales peuvent être intégrées, mais elles ne sont pas conçues par le cerveau comme des impératifs catégoriques ; elles sont plutôt perçues comme des guides pour une « zone « de comportements acceptables, laissant de la place pour une auto-justification de comportements délinquants.

### Taxonomie, classification des «techniques de neutralisation»
La psyché peut alors faire appel à plusieurs « techniques de neutralisation » des comportements déviants. Ces techniques (parfois dites « les  cinq célèbres ») sont, toujours selon Sykes et Matza, principalement : 
- le déni de responsabilité ;
- le déni d'agression ;
- le déni de la victime (par exemple présentée par son violeur comme étant responsable), l'accent est mis sur une supposée faute de la victime ;
- la condamnation de ceux qui condamnent (notion qu'Ashforth et Anand (2003) ont suggéré de remplacer par celle, plus large, mais floue, de « pondération sociale »[8] ;
- l'appel à des loyautés supérieures.

Le délinquant peut ainsi « auto-neutraliser » à l'avance toute désapprobation concernant le fait qu'il ne suit pas les lois ou normes sociales, même s'il les a par ailleurs intériorisées, car selon Sykes et Matza (p. 667) « les contrôles sociaux servant à contrôler ou à inhiber les patterns déviants de motivation sont alors rendus inopérants, faisant que l'individu se sent alors libre de se livrer à la délinquance, sans nuire gravement à son image de soi », pouvant même rester « attaché au système normatif dominant tout en nuançant tellement ses impératifs que les violations sont ‘'acceptables voire  ‘'justes ».
De nombreuses études montreront que ces mécanismes persistent chez les adultes délinquants. 
Beaucoup d'autres types et catégories de mécanismes ou techniques de neutralisation et divers concepts associés seront proposés, par exemple par Scott et Lyman (1968), Klockars (1974), Schlenker (1980), William (1981), Benoit et Hanczor (1994), Barriga et Gibbs (1996), Bandura et al. (1996), Robinson et Kraatz (1998), Ashforth et Anand (2003), Gellerman (2003), Geva (2006), Goffman (2009), Harris and Daunt (2011), Murphy et Dacin (2011), Banerjee, Hay et Greene (2012), et Shigihara (2013)...

### Classification des types de modes de neutralisation (excuses, concessions, justifications, déni...)
Des métataxonomies regroupant des catégories de types d' « excuses », « concessions », « justifications », « dénis » et « refus de tout reproche » ont cherché à inventorier l'ensemble des « techniques » de neutralisation : regroupées en 19 thèmes par Schönbach en 1990, puis  Fritsche (en 13 catégories en 2002, p376), et enfin plus récemment (2019), par un groupe de sociologues qui a cherché à modéliser et mieux comprendre le fonctionnement des neutralisations de la culpabilité.
Ce groupe a distingué 4 grandes catégories-mères  (de neutralisations)  : 
1. déformer les faits (« Ce n'est pas la vérité... ») [2];
2. refuser/nier la norme, les règles (« Ce n'est pas décisif ...»). La situation peut aussi être décrite par le délinquant de manière à la présenter « de sorte que la norme violée ne soit plus applicable et semble donc n'avoir pas été violée du tout. Il peut aussi nier un comportement déviant en présentant la norme de manière à ce qu'elle ne soit plus applicable à la situation »[2]
3. blâmer les circonstances ; la responsabilité est niée (déni), elle est attribuée au contexte, souvent en aggravant les facteurs externes (« c'est hors de mon contrôle »)[2]  ;
4. se cacher derrière soi-même ; le délinquant « reporte la responsabilité envers des facteurs et influences personnels et internes, s'excusant ainsi (« C'est un manque de maîtrise de soi »)[2]. »

En se basant sur la littérature (académique et professionnelle), les auteurs ont « opérationnalisé » chacune de ces 4 catégories en 3 « techniques », dont chacune comprend 5 « sous-techniques ». 
Ils estiment ainsi avoir réduit le risque d'arbitraire dans les études (car leur modèle classe les types de neutralisations en groupes non-superposés), et permettre des recherches futures plus cohérentes.

### Utilisations du paradigme de «neutralisation»
Le concept de « neutralisation » est considéré comme une explication importante, voire la plus importante, des comportements déviants.
Il a été utilisé dès les années 1960 par la criminologie, par exemple par Richard Allen Ball dans une étude empirique (An empirical exploration of neutralization theory), en 1966 et il est maintenant couramment repris dans les corpus théoriques de criminologie,.
Il a aussi été utilisé dans de nombreux domaines, dont par exemple dans la sphère du commerce (Comment les vendeurs malhonnêtes parviennent-ils à dormir sur leurs deux oreilles ? s'interrogaient Servière-Munoz et Mallin en 2013 dans la revue Journal of Personal Selling & Sales Management).
De même dans la sphère de la finance, les neutralisations expliquent comment des « délinquants financiers » passent facilement à l'acte de frauder (ex : Murphy et Dacin 2011) ou consistant à détourner des fonds (par exemple dans le cadre de banques ou de trusts financiers).
L'appel au concept de neutralisations du sentiment de culpabilité est ainsi devenue de plus en  plus courants dans l'étude des comportements déviants constataient Serviere-Munoz et Mallin en 2013.

## Enjeux
Mieux comprendre et identifier ces phénomènes humains de « neutralisation » de la culpabilité pour des actes désignés par la société comme répréhensibles intéresse notamment les psychologues (psychologie sociale, psychologie de l'éducation, psychologie des foules…), les sociologues et les criminologues car ces phénomènes conduisent, délibérément ou non, de nombreux individus et groupes à s'exposer à des sanctions qui se montrent alors inefficaces (ex : mise en examen, licenciement, garde à vue, fichage, procès, condamnation à mort…). 
En comprenant mieux la « neutralisation de la culpabilité , il serait a priori possible d'améliorer la prévention de la délinquance et du sentiment d'anomie (dans le sens où l'individu se sent hors du monde des règles), améliorer l'efficacité de la Communication non violente, et obtenir des réponses pénales plus efficientes permettant la désistance (c'est-à-dire évitant mieux la récidive).

### Enjeux d'explication du geste
Ce phénomène (sociocognitif, narratif) a une grande importance sociologique (psychologie et sociologue de la déviance) ainsi qu'historique, et donc pour la justice ou la criminologie (criminologie juvénile et délinquance juvénile notamment). 
En effet, la « neutralisation » pensée et plus ou moins verbalisée, permet d'expliquer (sans pour autant les justifier), et de classer de nombreux phénomènes de déviance ;
d'autre part, elle peut conduire à lever des verrous moraux, sociaux et psychologiques, qui étaient nécessaires à la vie en société ; elle peut encourager « le passage à l'acte » (violence, crime éventuellement).

### Enjeu de compréhension des conséquences
La neutralisation peut ensuite laisser, ou non, des séquelles psychologique (regret, culpabilisation, auto-punition, dissonance cognitive, stress post-traumatique, psychose, dépression, suicide…).

### Appréciation nuancée
La « neutralisation psychologique » peut, à ses deux opposées sociétales :
- tantôt (ou chez les uns) participer à des actes délibérés, voire héroïques de résistances ("résistance à l'oppression à la domination, à l'exploitation, à la discrimination, à l'injustice ou à l'humiliation » sont des exemples cités par Ogien et Laugier en 2017). Ces actes sont a priori moralement légitimes. Ils relèvent par exemple de formes de solidarité contre un pouvoir totalitaire ou abusif (ex : désobéissance civile), de la politique du Care[31], ou de résistances aux « politiques du chiffre » quand elles sont dépourvues de sens[32]).
Il s'agit alors de refuser l'inacceptable, au profit de ce que l'on estime être l'intérêt général et le bien commun, même si cet « inacceptable » est imposé, au moins provisoirement par la loi[33] ;  la « neutralisation » permet alors de réagir à la violence ou à l'arbitraire, par exemple via l'obstructionnisme ou le sabotage ciblé, chez les « résistants » de la seconde guerre mondiale (désignés comme « terroristes » par la communication des nazis) ;
- il permet tantôt (ou chez d'autres) encourager l'amoralité, l'égoisme, le refus délibéré (caché ou plus ou moins « assumé »), de se conformer à la loi. À l'opposé du cas précédent, il s'agit alors de justifier ce qui est moralement inacceptable. 
Ce processus mental peut inhiber le sentiment de la honte de faire « quelque chose de mal ». Il permet ou explique certains « dénis » (individuels ou collectifs) de réalité, y compris relativement à des phénomènes très globaux et scientifiquement consensuels, comme avec le déni du changement climatique. Il favorise des actions organisées d'évitement de la loi (ex : la fraude fiscale, certaines formes de corruption (parfois devenues la norme dans certains pays à certaines époques)[8], les créations de gangs ou de cartel…). Il favorise l'évitement de la morale (ex : spoliation de biens et de droits, expulsions de populations…), des prises abusives de pouvoir (sectes, polices religieuses, violences policières, viol conjugal (presque toujours marital)[34]…) certaines injustice et inégalités. 
Il affecte négativement le bien commun au profit d'intérêts personnels ou privés, via des comportements allant jusqu'au crime individuel (meurtre, torture…)  ou collectif (crime organisé, agression sexuelle de masse, tuerie de masse, terrorisme, inquisition, crime de guerre, génocide…).
- Entre ces deux extrêmes existe un continuum dont les limites ne sont pas toujours faciles à distinguer. La « neutralisation psychologique » concourt par exemple aussi à expliquer les risques pris par certains lanceurs d'alerte, hackers ou indicateurs[35], ou à l'opposé elle est utilisée par des pirates informatiques pour des causes indéfendables (chantage, hameçonnage, vol et ventes d'information, extorsion d'argent).
- Dans d'autres domaines, la « neutralisation psychologique » concourt aussi à expliquer la persistance (par « auto-justifications ») de phénomènes de nimby, de déni d'addiction (fréquent dans les contextes d'alcoolisme, tabagisme et nombreux autres comportements impliquant l'addiction, presque toujours associée à un « déni du risque »[36]) ou encore de violence conjugale, de violence féminine, de violence psychologique et de refus du contrôle des armes à feu.

### Comprendre le rôle de l'âge
Les mécanismes de la neutralisation de la culpabilité ont d'abord été étudiés chez des délinquants juvéniles. D'autres auteurs ont ensuite montré que les mêmes mécanismes persistent chez les adultes délinquants (du petit délinquant au grand criminel) et pour de très nombreuses sortes de délinquance.
Ces mécanismes pourraient être un reliquat de ceux qui chez l'enfant permettent une fuite devant la honte et/ou la punition, ce qui reste à démontrer par exemple via des études d'imagerie cérébrale. Il semble en tout cas exister une relation à l'âge. En effet, en 2010, lors d'une étude sur la capacité d'employés au travail à neutraliser des actions contraires aux règles (morales ou professionnelles) sur leur lieu de travail, le sociologue et criminologue Richard C. Hollinger (2010) a le premier établi une interaction âge / « déni de l'agression » et une âge / « déni de victime » suggérant que la déviance au travail des jeunes employés dépend statistiquement moins des techniques de neutralisation que celle de leurs collègues plus âgés.
Ce rôle de l'âge, soupçonné depuis longtemps, mais démontré à cette occasion, pourrait expliquer pourquoi les premiers chercheurs ont prématurément (et à tort) déclaré invalide le paradigme des « techniques de neutralisation » note Hollinger.

## Intérêt scientifique et sociologique
Ces processus de neutralisation contribuent à expliquer le paradoxe que des individus adultes et responsables, habituellement respectueux des lois et conscient de leur utilité, justifient un comportement déviant (radicalisation, violence parfois), et évitent de se blâmer, voire s'auto-félicitent après un acte délictueux ou qu'ils savent être immoral ou non-éthique .
Ces processus contribuent aussi à expliquer pourquoi ces personnes prennent le risque d'être exposés à des poursuites et parfois à de lourdes peines. Ils pourraient être l'une des explications à l'inefficacité de la peine de mort constatées par de nombreuses statistiques.
On les retrouve parfois en filigrane dans l'argumentation de certaines formes de contestations, qui peuvent être mieux décryptées en le sachant 

## Exemples, études

### Cas du viol
En 1984, une étude a porté sur les excuses et les justifications formulées pour expliquer leurs crimes, par un échantillon de violeurs condamnés et incarcérés. Dans ces cas, les excuses les plus courantes consistaient en « des appels à des forces hors de leur contrôle qui, selon les hommes, les obligeaient à violer » (déni de responsabilité). Les violeurs tentent également souvent de se justifier en présentant leur comportement comme « approprié au moment des faits, en utilisant un certain nombre de stéréotypes courants sur le viol, pour faire apparaître leurs victimes coupables (déni de victime). Selon les auteurs, Scully & Marolla, ces excuses et justifications permettent à la plupart de ces violeurs de se considérer comme des non-violeurs ou des «ex-violeurs».

### Cas des crimes de masse, des crimes environnementaux
Cette capacité à « neutraliser » le sentiment de honte de soi, ou à « neutraliser » l'empathie individuelle et/ou collective ainsi que d'autres valeurs permettant la vie en société, a par exemple été mise en relation par divers sociologue et psychologues avec des phénomènes et pratiques sociopolitiques de grande échelle qui ont un temps été largement acceptées (colonisation, esclavage et traffic d'humains, génocides, dont la Shoah au XXe siècle, terrorismes, création et utilisation d'armes de destruction massive, actes dégradant l'eau, l'air, les sols, la biodiversité ou des ressources naturelles vitales pour d'autres…).

### Cas du harcèlement en ligne
Le paradigme de la neutralisation psychique est aussi invoqué pour expliquer les phénomènes de harcèlement en ligne (Cyberharcèlement, Cybersexisme, ligue du LOL…), de fabrication/diffusion de fake news ou le trollisme, comportements semblant souvent facilités par l'anonymat permis par le Net.

### Sur le lieu de travail
La neutralisation est également opérante sur le lieu de travail.
Ainsi le sociologue et criminologiste Richard C. Hollinger (2010) a étudié les réponses de 9 175 employés (commerce de détail, hôpitaux et fabrication) en recherchant un éventuel lien empirique entre le processus de « neutralisation » et deux types de déviances : 1)  l'acte (autodéclaré) de vol sur le lieu de travail, 2) comportements déviants contreproductif sur ce lieu de travail. Une relation causale nétait pas clairement évidente, mais l'auteur a montré que les employés « briseurs de règles » étaient beaucoup plus enclins (que leurs pairs moins déviants) à invoquer des techniques de neutralisation de la culpabilité.
Une autre étude (1994) a porté sur le vol de fournitures, de médicaments, la consommation de drogue et les « raccourcis procéduraux » chez des infirmières au sein de services de soins intensifs. Selon ce travail (ayant porté sur 25 infirmières) ces dernières « neutralisaient facilement leurs comportements déviants en utilisant des schémas de rationalisation préétablis ». Les types et les limites de ces rationalisations semblaient dans ces cas, selon le sociologue Dean Dabney (auteur de cette étude) « créées, perpétuées et diffusées par le groupe de travail infirmier (…) et ces rationalisations fonctionnaient comme des stimuli discriminants a priori, pas simplement comme des justifications aux comportements déviants a posteriori ».

### Refus des mesures barrière lors de la pandémie de COVID-19
Le paradigme de la neutralisation a été utilisé pour expliquer le refus de certains (s'appuyant souvent sur des théories du complot ou diverses formes de déni d'utilité) à porter le masque ou à respecter d'autres gestes barrières, refus qui a contribué à la diffusion de la pandémie de COVID-19.

## Aspects théoriques
Temporellement parlant, ces processus d'auto-justification peuvent intervenir 
1. « a priori » (avant un acte que l'on sait répréhensible ou immoral, inconsciemment, ou en lien avec une préméditation) ;
2. pendant cet acte ;
3. « a posteriori » (« rationalisation » après l'acte).

Ces deux types d'attitudes correspondent à des processus mentaux différents, mais reposant sur de mêmes bases.
Selon le sociologue John E. |Hamlin (1988), la neutralisation est souvent présentée comme une cause, un phénomène allégeant les contraintes morales, et donc permettant un comportement délinquant. Mais selon lui, elle ne devrait pas être ainsi présentée (comme mécanisme causal), car « les techniques de neutralisation sont des patterns comportementaux qui sont utilisés avec plus de précision après que le comportement ait été commis, et seulement lorsque ce comportement est remis en question ».
Les mécanismes de bases constituant la réaction de « neutralisation » d'une responsabilité semblent être les mêmes pour des actions de gravité très variables (d'un vol de bonbon au crime de masse). Ils peuvent être le fait d'un individu, ou se dérouler au sein d'un groupe (ex : Hooliganisme, viol collectif, désignation de boucs émissaires…). 
Et Peter Schönbach, en 1990, dans une classification des réponses d'évitement, les a classé (par ordre croissant en termes d'intensité défensive du discours d'évitement de la responsabilité, comme suit : 
1. concession (« je concède que … », « j'admets que… ») ; le non respect d'une règle est admis, implicitement  ou explicitement, et alors  avec ou sans regrets ;
2. excuses (notion polysémique qui recouvre  des expressions du type « je ne pouvais rien faire »,« je me suis fait mal comprendre… », « je n'ai pas voulu ça »,  « j'était sous l'effet de l'alcool », « je venais d'apprendre que ma mère a un cancer »…jusqu'au regret implicite d'un acte (« Je m'excuse, je suis désolé d'avoir commis cet acte… ») ;
3. les justifications (le délinquant admet n'avoir pas respecté une règle ou une loi, mais il réfute avoir mal agi ; il affirme qu'il n'était pas dans son tort, voire qu'il était légitime à agir ainsi, étant donné les circonstances au moment de l'acte délictueux) ;
4. le déni, bien qu'il soit la stratégie a priori la plus « aggravante » devant la justice, les victimes et d'autres tiers, est souvent utilisé. Le  déni utilise le mensonge et d'autres techniques de mystification et va jusqu'à l'auto-conviction. Il peut concerner le fait lui-même (la personne peut nier que l'acte ait eu lieu, ou qu'elle y ait participé ou chercher à minimiser sa participation. Le déni peut aussi porter sur les conséquences de l'acte (l'auteur des faits minimise les dommages (Schönbach 1990)[44] ou nie qu'il y ait des dommages (Fooks et al. 2013)[45]. Avant ou après le fait délictueux, mésinterpréter les conséquences, les minimiser ou ne pas en tenir compte rend ces conséquences moins réelles qu'elles ne le sont réellement. Le fait lui paraissant moins grave, l'auteur du délit se donne moins de raisons d'activer l'autocensure expliquaient Bandura et ses collègues en 1996[1]. White, Bandura et Bero montraient en 2009 que beaucoup d'agresseurs « neutralisent leur comportement en discréditant toute preuve de préjudice ». Dans ce cas, l'auteur du délit se montre  « moins capable de se souvenir des effets néfastes d'un acte »[1]. 
Selon Derek Parfit (1984), ne pas envisager les effets des actions est la seconde des cinq erreurs des « mathématiques morales », qui fait minimiser le risques et conséquences d'un acte[46] (ex : fumer, s'alcooliser, mal manger, nier le danger des lampes à bronzer (Banerjee, Hay et Greene en 2012 notaient que 10% de leurs sujets d'étude pensaient qu'utiliser des cabines de bronzage ne pouvait pas être si mauvais pour la peau, car de nombreuses autres personnes en utilisent)[22]. 
Le déni peut porter sur le comportement ou les intentions de l'auteur, les circonstances ou son impuissance ; il apparaît parfois proche de l'excuse ou de la justification. Pour Von Hippel et Trivers (2011) le déni peut être une tromperie consciente devenant inconsciente car basée sur « des mensonges répétés dans son esprit jusqu'à ce que l'on se convainc de sa vérité »[47].  Selon eux, l'« auto-tromperie » peut évoluer pour faciliter la tromperie interpersonnelle (tromperie des autres). Ce mécanisme plus ou moins à la fois intrapersonnel et interpersonnel, permet au menteur d'éviter de révéler des indices de tromperie consciente (susceptibles de révéler l'intention trompeuse)[47]. L'auto-tromperie lui évite aussi la charge cognitive coûteuse qui est associée au mensonge conscient, et elle peut minimiser la rétribution si la tromperie était découverte. L'auto-tromperie est un système d'un certain point de vue « auto-amélioratif », qui  apporte plus de confiance au trompeur, qui est alors socialement avantagé[47]. Comment le « moi » peut il être alors à la fois le trompeur et le trompé ? peut-on se demander. Selon Sekib Hippel et Trivers, des dissociations cognitives permettent ce paradoxe, dont en dissociant les souvenirs conscients des souvenirs inconscients, les attitudes conscientes des attitudes inconscientes et des processus automatiques des processus contrôlés[47]. Les auteurs s'interrogent néanmoins sur « les niveaux de conscience auxquels le soi peut être trompé » et sur les couts cachés de l'auto-tromperie pour l'individu[47].
À titre d'exemple, Cavanagh & al. en 2001 notaient que dans l'arsenal des moyens de neutralisation, l'amnésie sélective est souvent présente chez des hommes violents envers leur partenaire, réduisant ainsi, à leurs yeux, leur violence à une « irréalité »[48].

Schönbach présente ces 4 notions comme « cardinales ». Mais il explique, avec de nombreux exemples, qu'une personne peut utiliser plusieurs de ces réactions dans une même argumentation, et qu'il existe de nombreuses variantes. Il note aussi que, de manière générale, face à un reproche relativement neutre, le « délinquant » concède et s'excuse facilement, alors que face à un reproche qui menacerait son estime de soi et plus encore quand le reproche qui lui est fait porte sur sa « perte de contrôle »  ses réponses basculent  vers le déni et la justification.
Selon R Agnew et A. Peters en 1986, pour que la neutralisation aboutisse à un comportement déviant, deux facteurs doivent être réunis : la personne doit :
1. accepter ce processus de neutralisation (ne pas y résister), et
2. estimer que dans le contexte de son acte délictueux,  la neutralisation est applicable[49].

... sinon, l'individu se placerait en situation de forte dissonance cognitive ou  de double contrainte, ce qui l'empêcherait de « neutraliser » sa culpabilité. Agnew & Peters ont confirmé cette hypothèse chez un panel d'étudiants, en observant chez eux l'effet de ces deux facteurs sur la tricherie et le vol à l'étalage. 
Tenir compte de ces 2 facteurs permettrait donc, selon ces chercheurs, d'« d'affiner le pouvoir explicatif de la théorie de la neutralisation, de mieux prédire quand l'acceptation des neutralisations conduira à la déviance, et met en lumière les résultats mitigés des recherches antérieures sur la neutralisation ».
Souvent, notait Hinduja en 2007 en étudiant le cas du piratage en ligne, ce processus de neutralisation n'implique pas même une dénonciation des normes sociale et des lois ; celles-ci sont simplement - pour ce qui concerne l'acte répréhensible, comme momentanément ‘mises entre parenthèses' ; ce qui autorise le délinquant à se sentir plus ou moins « libre » de les transgresser.
Selon James & Gossett (2017), pour rendre compte verbalement de leur comportement, grands et petits criminels utilisent plus ou moins consciemment des « techniques de neutralisation » ; ils le font pour ajuster la réalité à leur cas, pour « atténuer leurs responsabilités et socialement construire leur identité sociale ». Ceci peut contribuer à expliquer que des tueurs en série semblent souvent par ailleurs «normaux» ; des processus de neutralisation leur permettent de «dériver» entre l'attachement aux règles de vie en société et le meurtre.
Chez d'autres types de délinquants, la neutralisation peuvent aussi permettre de gérer la stigmatisation, en leur permettant de conserver une image positive d'eux-mêmes (et de leur groupe le cas échéant).
Certaines techniques de neutralisation morale sont aussi couramment utilisées par des gens qui ne sont pas délinquants aux yeux de la loi (ex : chef d'entreprise, cadre responsable d'un plan de licenciement), parfois observées dans les formations au management ou au leadership, pour surmonter la dissonance en modifiant le « raisonnement moral » des responsables, qui peuvent par exemple mettre sur le compte des circonstances (concurrence commerciale ou internationale, crise, pression des actionnaires…) certains méfaits moraux ou actions non illégales, mais non-éthiques.
La neutralisation est aussi utilisée par des "déviants positifs", par exemple par des élèves très brillants, félicités par leurs parents et enseignants, mais devant faire face à des pairs qui leur reprochent souvent de trop facilement atteindre des résultats excellents.
La propagande, la guerre psychologique, la publicité et le commerce, la politique, la violence dans le sport (hooliganisme…), le terrorisme, certaines méthodes de gestion des ressources humaines… mobilisent couramment les ressorts de la « neutralisation ». De nombreux crimes, de masse parfois, ou « terroristes », ont été commis au nom de religions commandant de ne pas tuer (Tu ne tueras point). Certains « métiers » dont celui de bourreau, soldat, mercenaire, espion, tueur à gage, agent de forces de l'ordre, huissier… impliquent une capacité d'auto-déculpabilisation pour laquelle des méthodes sont ou ont été enseignées, méthodes en partie mises en œuvre par l'encadrement. Ainsi, le fait d'agir sur ordre, après un jugement, ou par exemple le fait que l'un des membres d'un peloton d'exécution ait sans le savoir une balle à blanc, est supposé déculpabiliser l'ensemble du groupe du fait de donner la mort.  La responsabilité est « neutralisée ». De même les sociologues Kooistra et Mahoney (ce dernier étant aussi militaire, spécialise du renseignement naval) en 2016 ont montré qu'en temps de guerre, des citoyens deviennent soldats et justifient leurs meurtres (tuer est en temps normal l'une forme de déviance extrême, mais « l'aversion pour le meurtre est neutralisée en plaçant les individus dans des petits groupes primaires organisés, à la fois au niveau macro-bureaucratique et micro-niveau ») ; le citoyen enrôlé et devenu soldat veut ou peut croire que ses actions vont dans le sens du Bien ; ceux qui ne sont pas au front, ni en contact direct de la mort peuvent d'autant plus facilement nier l'existence de leurs victimes ou leurs souffrances et blessures, qu'ils ne voient ni leur visage ni leur corps. Selon ces chercheurs, la neutralisation des massacres illustre le l'importance et le rôle du pouvoir institutionnel dans la définition de la déviance, mais - ajoutent ces sociologues : « l'échec des neutralisations peut expliquer certains trouble de stress post-traumatique ».

### Utilité de la rationalisation?
Pour réduire l'inconfort de la situation, l'individu cherche à réduire la dissonance cognitive, en « alignant » son opinion sur son attitude. Autrement dit, il adapte ensuite souvent ses valeurs à son comportement, en les « réalignant ».
Pour le psychologue de l'université Harvard Fiery Cushman (2020), rationaliser après un acte délictueux est pour le cerveau une fiction qui apparaît utile à l'individu (ou au groupe) en terme « coût-bénéfice » ; C'est une fiction, car l'individu impute à la raison des processus psychologiques en réalité non-rationnels; utile. C'est selon cet auteur « utile » car cette fiction pourrait « améliorer le raisonnement ultérieur (…) la rationalisation appartient à la classe plus large des mécanismes d'échange représentationnel, qui transfèrent des informations entre de nombreux types de représentations psychologiques qui guident notre comportement. L'échange de représentation nous permet de représenter toute information de la manière la mieux adaptée aux tâches particulières qui l'exigent, en équilibrant précision, efficacité et flexibilité dans la pensée. La théorie de l'échange représentationnel révèle des liens entre la rationalisation et la théorie de l'esprit, l'apprentissage par renforcement inverse, les expériences de pensée et l'équilibre réflexif ».

## Limites et risques du concept, analyses critiques
En criminologie et dans l'étude des origines de la déviance, le phénomène de « neutralisation » est très souvent cité comme l'un des principaux mécanismes explicatifs de la délinquance. Mais Fritsche en 2005 suggère que, parce que de nombreuses techniques de neutralisation existent, sans « taxonomie théoriquement solide, ni liste exhaustive», un risque d'arbitraire existe quand un chercheur privilégie certaines de ces techniques pour étudier leur utilisation et leur influence.
En 2010, le sociologue canadien Tony Christensen note que ceux qui invoquent la théorie de la neutralisation approuvent généralement par avance l'étiquette de « déviant » appliquée à ceux qu'ils étudient, et ils leur présupposent des motivations ; hypothèses souvent sans justification empirique, avec des conséquences (objectives et subjectives) sur la définition de la déviance.
En 2012, les universitaires américains Morris & Copes, se demandent quelle est - selon le type de délinquance - la stabilité de l'acceptation de la neutralisation ? le rôle de l'acceptation de la neutralisation sur la délinquance autodéclarée ? l'impact des liens sociaux sur l'acceptation de la neutralisation? Ces auteurs concluent d'une étude basée sur la cohorte «Denver Youth Survey »  que « l'acceptation de la neutralisation est un prédicteur plus robuste de la délinquance que la délinquance ne l'est d'attitudes neutralisantes, et que certains de ces effets sont généralement stables dans le temps. Cependant, nombre de ces effets opèrent différemment selon les types de délinquance et parfois selon les niveaux de liens sociaux ».
Enfin, même si les excuses ou justifications sont «mauvaises», le fait que des personnes « neutralisent leur culpabilité, ne doit pas impliquer qu' «accepter l'entière responsabilité» de ses actes soit toujours défendable ou justifié. Il existe aussi de véritables excuses. 
Les « neutralisations » sont dans la position délicate et paradoxale d'être « universellement condamnées tout en étant universellement utilisées » écrivaient Schlenker, Pontari et Christopher en 2001 .

## Aspects neurologiques
On sait que certaines lésions cérébrales, rares, désinhibent certains comportements sociaux et moraux, induisant parfois des comportements criminels.
Divers auteurs ont - par cette voie - cherché à identifier un possible substrat neurobiologique expliquant certains actes criminels. Le symptôme de la « neutralisation » pourrait être directement induit par les lésions, ou indirectement, c'est-à-dire être induit par un ou plusieurs sites connectés au site lésé (ou anormalement déconnectés par la lésion) ; le lieu et le type de la lésion ne sont donc pas les seuls facteurs à considérer.
Une cartographie des lésions connues pour être associées à un comportement criminel émergent (selon Darby et ses collègues en 2018 ,* a identifié 17 types de lésions. Elles sont localisées à des endroits variés du cerveau (ex : cortex préfrontal médian, le cortex orbitofrontal et divers sites des lobes temporaux bilatéraux). 
En complément, une cartographie des « lésions mises en réseau » (cartographie des zones cérébrales fonctionnellement connectées à chaque lésion) permet aux neurologues d'explorer cette piste. Toutes les lésions associées à un comportement criminel émergeant, semblent fonctionnellement connectées au même réseau de régions cérébrales, différent de ceux déjà reliés à d'autres syndromes neuropsychiatriques. 
Ce réseau inclut des zones déjà connues pour leur rôle dans la moralité, la prise de décision basée sur les valeurs et la théorie de l'esprit, mais pas les zones connues pour le contrôle cognitif ou l'empathie.

## Du côté des témoins et des victimes...
Le sentiment de culpabilité existe, sans surprise, chez l'auteur d'un acte délictueux ou criminel.
Mais il peut aussi se développer chez les victimes, et souvent chez les témoins qui ne sont pas ou peu ou tardivement intervenus (il existe un « effet spectateur », connu des psychologues, faisant que face à l'urgence, quand quelqu'un d'autre est menacé par une agression ou un danger évident, plus le nombre de témoin est grand, plus les témoins (spectateurs) hésitent à intervenir ou à être le premier à intervenir. La neuro-imagerie fonctionnelle par IRM a montré que certaines régions cérébrales sont ou non mobilisées selon le nombre de personnes supposées connaitre ou observer la situation autour de soi. 
Cependant, selon une récente métaanalyse, un autre phénomène, dit « levée de l'incertitude » (incertitude par rapport au danger de la situation) peut supprimer l'« effet spectateur », indépendamment du nombre de spectateurs.

### Vidéographie
Courage et lâcheté - Quels mécanismes psychologiques ? | Dans la tête d'un lâche, RTS - Radio Télévision suisse est, 23 juillet 2018